# Назаров, Юрий Павлович
Юрий Павлович Назаров (24 сентября 1949, Оренбург — 15 января 2021) — специалист в области динамики сооружений при различных природных и техногенных воздействиях и теории сейсмостойкости сооружений, доктор технических наук, профессор, Заслуженный строитель Российской Федерации, член Российском Национального комитета по теоретической и прикладной механике РАН.

## Биография
Родился в 1949 г. в Оренбурге. Окончил строительный факультет Фрунзенского политехнического института по специальности «Промышленное и гражданское строительство» и аспирантуру ЦНИИСК им. В. А. Кучеренко, в 1976 г. защитил кандидатскую диссертацию по теме: «Нелинейные пространственные задачи теории сейсмостойкости сооружений».
В 1999 г. защитил докторскую диссертацию по теме: «Разработка методов расчета сооружений на сейсмические воздействия».
С 2000 по 2005 гг. — Заместитель директора ЦНИИСК им. В. А. Кучеренко по научной работе и по совместительству заведующий Лабораторией теории сооружений ЦНИИСК им. В .А. Кучеренко.
C 2006 по 2010 гг. — директор ЦНИИСК им. В. А. Кучеренко, заместитель генерального директора по научной работе Федерального государственного унитарного предприятия «Научно-исследовательский центр „Строительство“».
Скончался в 2021 году.

## Научная деятельность
Член Научно-технического совета «Москомархитектуры», член диссертационных советов. Руководитель компании «Еврософт». Главный редактор журнала «Строительная механика и расчёт сооружений».
Ю. П. Назаров является одним из ведущих специалистов в области динамики и сейсмостойкости сооружений.
Им опубликовано более 100 научных работ, посвященных расчетам сооружений на различные природные воздействия.
Под его руководством осуществлена подготовка новых редакций основных строительных норм, регламентирующих расчеты сооружений при их проектировании и вышедших в виде Стандартов организации ФГУП "НИЦ «Строительство», а также ряда территориальных строительных норм.
Ю. П. Назаров выполнял экспертизу и осуществлял научное сопровождение строительства уникальных сооружений на сейсмоопасных территориях Краснодарского края, Камчатки, Сахалина и др.

### Некоторые публикации
- Назаров Ю. П. Аналитические основы расчета сооружений на сейсмические воздействия. — М.: Наука, 2010. — 468 с. (Книга посвящена аналитическим основам динамики и расчету сооружений как пространственных систем на сейсмические воздействия. Расчетные динамические модели сооружений сформулированы на основе динамики системы упруго соединённых твердых тел, колебания которых при внешних возмущениях происходят под воздействием упругих и гравитационных восстанавливающих сил. Для специалистов в области динамики и теории сейсмостойкойстости сооружений, занимающихся разработкой методов расчета сооружений на сейсмические воздействия, их реализацией в нормативной, инструктивной и рекомендательной литературе, в вычислительных программных комплексах.).
- Николаенко Н. А., Назаров Ю. П. Динамика и сейсмостойкость сооружений. М.:Стройиздат, 1988. 222 с.
- Назаров Ю. П. Развитие строительной механики — возрождение традиций // Строительная механика и расчет сооружений. 2007. № 2. С. 2-5.
- Назаров Ю. П. и др. Рекомендации по определению расчетной сейсмической нагрузки для сооружений с учётом пространственного характера воздействия и работы конструкций. М.: ЦНИИСК им. В. А. Кучеренко, 1989. 142 с.
- Назаров Ю. П. и др. Рекомендации по расчету сооружений с подвешенными массами на сейсмические воздействия. М.: ЦНИИСК им. В. А. Кучеренко, 1989. 164 с.
- Назаров Ю. П., Жук Ю. Н., Симбиркин В. Н., Егоров М. И. Басманный рынок: анализ конструктивных решений и возможных механизмов разрушения здания// Строительная механика и расчет сооружений. — 2007. — № 2. — С. 49-55.
- Назаров Ю. П., Симбиркин В. Н. Анализ и ограничение колебаний конструкций при воздействии людей// Вестник ЦНИИСК им. В. А. Кучеренко. Исследования по теории сооружений. — 2009. — № 1 (XXVI). — С. 10-18.
- Назаров Ю. П., Симбиркин В. Н., Городецкий А. С. Компьютерное моделирование процессов жизненного цикла конструкций// Актуальные проблемы исследований по теории сооружений: Сборник научных статей в двух частях/ ЦНИИСК им. В. А. Кучеренко. — Ч. 2. — М.: ЦПП, 2009. — С. 204—216.

## Звания и должности
- Член-корреспондент Международной академии архитектуры (отделение в Москве/IAAM — MAAM, Евразия) (2010).
- Заслуженный строитель Российской Федерации (Указ Президента Российской Федерации от 6 августа 2009 года).
- Академик Петровской академии наук и искусств (2008).
- Профессор Международной академии архитектуры (отделение в Москве/ МААМ) (2007).
- Почётный строитель России (Приказ Председателя Госстроя России Н. П. Кошмана № 801 — пк от 20 декабря 2003 г.).
- Советник Российской академии архитектуры и строительных наук (2002).